# Ромёф, Жан Луи
Жан Луи Ромёф (фр. Jean Louis Romeuf; 27 сентября 1766, Лавут-Шийак — 9 сентября 1812) — французский генерал, участник Наполеоновских войн.
Родился 27 сентября 1766 года. В военную службу вступил в 1789 году в Национальную гвардию, был адъютантом маркиза Лафайета.
Впервые отличился в июне 1791 года, когда участвовал в погоне за королём Людовиком XVI и последующем его аресте в городе Варене. 15 сентября того же года был произведён в капитаны и назначен в 12-й драгунский полк.
В августе 1792 года был захвачен австрийцами в плен, содержался в замке Ольмюц, в следующем году был передан англичанам и находился в Лондоне под арестом. В 1797 году был освобождён и вернулся во Францию.
Вскоре Ромёф был подвергнут преследованиям и бежал в Гольштейн, однако вскоре был оправдан и вернулся на французскую военную службу. Состоял при штабе Восточной армии и после вывода французских войск из Египта был блокирован на Мальте.
В кампании 1800 года Ромёф состоял при генералах Дюма и Брюне и маршале Макдональде. Следующей кампанией Ромёфа был поход 1806 года в Пруссию, где он отличился в сражении при Ауэрштедте. В 1807 году он был награждён командорским крестом ордена Почётного легиона, а в 1808 году получил назначение состоять при генерал-губернаторе Великого герцогства Варшавского. В 1809 году Ромёф участвовал в войне с Австрией и за отличие в сражении при Регенсбурге получил титул барона империи. Вслед за тем он участвовал в генеральном сражении при Ваграме.
16 января 1811 года Ромёф был произведён в бригадные генералы и назначен начальником штаба корпуса Даву. Находясь на этой должности он совершил кампанию в России. В Бородинском сражении, близь Утицкого леса, Ромёф был тяжело ранен и скончался 9 сентября 1812 года. Впоследствии имя Ромёфа было высечено на Триумфальной арке в Париже.
Его брат Жак Александр Ромёф также был бригадным генералом, и в рядах Неаполитанского корпуса совершил поход в Россию.